# Ol'ga Zimina
Ol'ga Zimina (in russo Ольга Зимина?; Vladimir, 14 maggio 1982) è una scacchista russa naturalizzata italiana, grande maestro femminile e maestro internazionale.
È stata campionessa italiana, titolo che ha vinto nel 2017, 2020, 2022 e 2023.

## Biografia
Si è laureata con lode in psicologia nel 2004 presso l'Università Pedagogica di Vladimir. Dal 1999 al 2003 ha svolto l'attività di insegnante di scacchi ai bambini dai 7 ai 9 anni presso la scuola pubblica di scacchi di Vladimir. Dal 2003 al 2004 ha tenuto presso la medesima scuola corsi di orientamento educativo e scacchistico per bambini di 10-14 anni.
Nel 2004 si è trasferita in Italia, dove si è sposata col candidato maestro modenese Gian Marco Marinelli.
Dal 2005 è insegnante di scacchi per bambini e ragazzi dai 6 ai 17 anni.
Vive a Modena con il marito e la figlia Sofia.
Dal 2010 al 2016 ha vinto 7 Campionati Italiani Femminili a Squadre (CISF) con la squadra del Fischer Chieti., nel maggio 2018 ha vinto il suo ottavo CISF con la squadra del Caissa Italia Bologna, vincendo 3 partite sulle 3 disputate, nel maggio 2019 vince il nono CISF, il secondo con la squadra del Caissa Italia.
Ha raggiunto il massimo punteggio Elo nell'ottobre 2018 con 2431 punti elo (primo posto femminile in Italia e 36ª mondiale.), superando il suo precedente record del luglio 2004, quando ancora gareggiava per la Russia, con 2430 punti Elo (30ª al mondo in campo femminile e 6ª russa).

## Principali risultati
- 1992   Dopo aver seguito diversi corsi con Grandi Maestri, vince il Campionato russo femminile Under 10.
           2º posto a Duisburg nel campionato del mondo Under 10 femminile.
- 1997   Vince il campionato russo femminile Under 16.
- 1998   Vince il campionato russo femminile Under 18.
- 1999   Vince a San Pietroburgo il torneo internazionale Admiralteysky.
- 2000   Diventa a Erevan vice-campionessa del mondo Under 20.
- 2001   Vince il campionato russo femminile assoluto. Partecipa al match amichevole Russia-Cina con la squadra olimpica russa.
- 2002   Medaglia di bronzo nella Coppa di Russia a Kopejsk.
- 2003   Vince il campionato russo a squadre per Club con la squadra Lentransgaz di San Pietroburgo; ottiene il titolo di WGM (Grande maestro Femminile).
- 2004   Girone di ritorno del match amichevole Russia–Cina con la squadra olimpica russa. 13ª nel Campionato europeo individuale di Dresda.
           Raggiunge la 30ª posizione nel rating mondiale femminile.
- 2006   Partecipa con la squadra italiana in 2ª scacchiera alle Olimpiadi di Torino, ottenendo l'ottimo risultato di +7 =4 -2
- 2008   In aprile partecipa al IX Campionato Europeo Femminile, dove ottiene un buon risultato, arrivando 22ª su 157 giocatrici.
           Ottiene la norma definitiva per il titolo di Maestro Internazionale.
           In maggio-giugno fa parte della squadra italiana che vince a Olbia la Mitropa Cup femminile (davanti a Germania e Ungheria).
           In novembre partecipa in 2ª scacchiera con l'Italia femminile alle Olimpiadi di Dresda. La squadra ottiene un ottimo 12º posto in classifica, miglior risultato di sempre dell'Italia nelle olimpiadi femminili.
- 2017   In febbraio partecipa al Campionato del mondo femminile di scacchi KO di Teheran grazie al 23º posto ottenuto nel Campionato europeo individuale di scacchi femminile del 2015, nel torneo viene eliminata al secondo turno dalla georgiana Nana Dzagnidze.[6] In dicembre vince il Campionato italiano femminile di scacchi superando Marina Brunello agli spareggi Lampo (Blitz).[7]
- 2018   In giugno vince il torneo di Lanzo d'Intelvi con 6,5 punti su 7.[8] In settembre/ottobre ha giocato in prima scacchiera con l'Italia le Olimpiadi di Batumi, ottenendo il risultato di +2 =5 -3[9]
- 2019   In settembre vince a Piana degli Albanesi il 1º Arbëreshe International Chess Festival con 6 punti su 6[10].  In ottobre vince a Harstad l'Advokatfirmaet Finn Chess International con 6,5 punti su 7.[11]
- 2020   In novembre si aggiudica la prima edizione del Campionato Italiano Femminile Online[12], battendo in finale il Maestro Internazionale Marina Brunello.
- 2021   In maggio vince la Mitropa Cup femminile con la nazionale italiana, totalizzando 6 punti su 8.[13]
- 2022   In marzo vince, imbattuta con 7 su 9, la XXII edizione del Cvijet Mediterana di Fiume.[14] In novembre a Cagliari vince il Campionato italiano femminile di scacchi con 6,5 punti, superando Marina Brunello di un punto.[15]
- 2023   In dicembre a Brescia vince per la quarta volta il Campionato italiano femminile di scacchi con 6,5 punti, superando Marina Brunello di mezzo punto.[16]

## Partite notevoli
- Olga Zimina - Anton Rumiantsev, San Pietroburgo Chigorin Mem. 2001 - Caro-Kann B-16, su chessgames.com.
- Antoaneta Stefanova - Olga Zimina, Antalya, Campionato europeo a squadre - Attacco est-indiano A-07, su chessgames.com.
- Olga Zimina - Regina Pokorna, Istanbul, Campionato europeo a squadre 2003 - Quattro cavalli C-47, su chessgames.com.
- Olga Zimina - Tatjana Shumjakina, Rethymnon, Campionato europeo 2003 - Siciliana B-30, su chessgames.com.
- Arianne Caoili - Olga Zimina, Olimpiadi Torino 2006 - Spagnola Moeller C-78, su chessgames.com.
- Olga Zimina - Hoang Than Trang, Plovdiv Campionato europeo a squadre 2008 - Difesa Owen B-00, su chessgames.com.
- Olga Zimina - Monika Seps, Olimpiadi Dresda 2008 - Siciliana attacco Canal B-51, su chessgames.com.